# Challenge League de l'AFC 2024-2025
Navigation
Édition suivante
La Challenge League de l'AFC 2024-2025 est la 1re édition de la compétition inter-clubs asiatiques de football de troisième niveau.
Cette compétition organisée par l'AFC oppose des clubs asiatiques qui se sont illustrés dans leurs championnats respectifs la saison précédente.
Le vainqueur de la Challenge League se qualifie pour la phase de groupe de la Ligue des champions 2 de l'AFC 2025-2026.

## Format
La compétition est composée de 20 équipes faisant partie des nations classé au delà de la 11e place de chaque zone régionale les mieux classées au Classement des compétitions de clubs de l'AFC. À noter qu'il existe deux autres compétitions continentales des clubs, la Ligue des champions Élite de l'AFC et la Ligue des champions 2 de l'AFC.
La phase de groupe de la compétition est composés de 3 groupes de 4 équipes pour la Région Ouest et de 2 groupes de 3 équipes pour la Région Est, et d'une phase finale répartie par zone régionale jusqu'à la finale.

## Participants
20 équipes provenant de 20 associations membres de l'AFC participent à la Challenge League 2024‑2025.
D'après le Classement des compétitions de clubs de l'AFC 2022, une liste définit d’abord le nombre de clubs qu’une association a droit d’envoyer,, :
- Les perdants des tours préliminaires de Ligue des champions 2 de l'AFC 2024-2025 sont qualifiés en phase de groupes ;
- Les associations aux places 11 à 13 de la zone Ouest envoient un clubs en phase de ligue ;
- Les associations au-delà de la place 11 incluse de la zone Est envoient un club en tour préliminaire ;
- Les associations au-delà de la place 14 incluse de la zone Ouest envoient un club en tour préliminaire.

### Région de l'Ouest
Le Sri Lanka (W21), le Pakistan (W24) et le Yémen (W25), n'ont pas de club autorisé à participer à la compétition et ce malgré leur classement régional.
| Koweït (Rang AFC W11 - 20,069 pts)                       | Koweït (Rang AFC W11 - 20,069 pts)     | Turkménistan (Rang AFC W12 - 19,464 pts) | Turkménistan (Rang AFC W12 - 19,464 pts) |
| -------------------------------------------------------- | -------------------------------------- | ---------------------------------------- | ---------------------------------------- |
| 2e du Championnat 2023-2024                              | Al Arabi SC                            | Champion 2023                            | FK Arkadag                               |
| Liban (Rang AFC W13 - 17,761 pts)                        | Liban (Rang AFC W13 - 17,761 pts)      | Syrie (Rang AFC W14 - 17,612 pts)        | Syrie (Rang AFC W14 - 17,612 pts)        |
| Champion 2023-2024                                       | Nejmeh SC                              | Champion 2023-2024                       | Al Futuwa                                |
| Bangladesh (Rang AFC W15 - 14,120 pts)                   | Bangladesh (Rang AFC W15 - 14,120 pts) | Oman (Rang AFC W16 - 12,453 pts)         | Oman (Rang AFC W16 - 12,453 pts)         |
| Champion 2023-2024                                       | Bashundhara Kings                      | Champion 2023-2024                       | Al-Seeb SC                               |
| Maldives (Rang AFC W17 - 9,467 pts)                      | Maldives (Rang AFC W17 - 9,467 pts)    | Palestine (Rang AFC W18 - 5,760 pts)     | Palestine (Rang AFC W18 - 5,760 pts)     |
| Champion 2023                                            | Maziya SRC                             | Champion 2022-2023                       | Hilal Al-Quds                            |
| Repéché des tours préliminaires de Ligue des champions 2 |                                        |                                          |                                          |
| Repéché du 1er tour préliminaire                         | Repéché du 1er tour préliminaire       | East Bengal FC                           | East Bengal FC                           |
| Repéché du 1er tour préliminaire                         | Repéché du 1er tour préliminaire       | Al-Ahli Club                             |                                          |

| Kirghizistan (Rang AFC W19 - 4,308 pts) | Kirghizistan (Rang AFC W19 - 4,308 pts) | Népal (Rang AFC W20 - 0,813 pt)       | Népal (Rang AFC W20 - 0,813 pt)       |
| --------------------------------------- | --------------------------------------- | ------------------------------------- | ------------------------------------- |
| Champion 2023                           | Abdish-Ata Kant                         | Champion 2023-2024                    | Church Boys United                    |
| Bhoutan (Rang AFC W22 - 0,465 pt)       | Bhoutan (Rang AFC W22 - 0,465 pt)       | Afghanistan (Rang AFC W23 - 0,090 pt) | Afghanistan (Rang AFC W23 - 0,090 pt) |
| Champion 2023                           | Paro FC                                 | Champion 2023                         | Attack Energy                         |

### Région de l'Est
La Corée du Nord (E11), Macao (E15), le Bruneï (E19), Guam (E19), les Îles Mariannes du Nord (E19) et le Timor oriental (E19), n'ont pas de club autorisé à participer à la compétition et ce malgré leur classement régional.
| Corée du Nord (Rang AFC E11 - 16,117 pts) | Corée du Nord (Rang AFC E11 - 16,117 pts) | Indonésie (Rang AFC E12 - 15,083 pts) | Indonésie (Rang AFC E12 - 15,083 pts) |
| ----------------------------------------- | ----------------------------------------- | ------------------------------------- | ------------------------------------- |
|                                           |                                           | 2e du Championnat 2023-2024           | Madura United FC                      |
| Myanmar (Rang AFC E13 - 8,287 pts)        | Myanmar (Rang AFC E13 - 8,287 pts)        | Cambodge (Rang AFC E14 - 5,545 pts)   | Cambodge (Rang AFC E14 - 5,545 pts)   |
| Champion 2023                             | Shan United                               | Champion 2023-2024                    | Preah Khan Reach FC                   |
| Macao (Rang AFC E15 - 2,800 pts)          | Macao (Rang AFC E15 - 2,800 pts)          | Taipei (Rang AFC E16 - 2,067 pts)     | Taipei (Rang AFC E16 - 2,067 pts)     |
|                                           |                                           | Champion 2023                         | Taiwan Steel FC                       |
| Laos (Rang AFC E17 - 1,362 pts)           | Laos (Rang AFC E17 - 1,362 pts)           | Mongolie (Rang AFC E18 - 0,250 pt)    | Mongolie (Rang AFC E18 - 0,250 pt)    |
| Champion 2023                             | Young Elephants                           | Champion 2023-2024                    | SP Falcons                            |

## Calendrier
| Nom                                | Tirage au sort | Matchs simples                             | Matchs simples                             | Matchs simples                             | Matchs simples                             |
| ---------------------------------- | -------------- | ------------------------------------------ | ------------------------------------------ | ------------------------------------------ | ------------------------------------------ |
| Tours préliminaires (2024)         |                |                                            |                                            |                                            |                                            |
| Premier tour                       | Aucun          | 13 août 2024                               | 13 août 2024                               | 13 août 2024                               | 13 août 2024                               |
| Phase de groupes (2024)            |                |                                            |                                            |                                            |                                            |
| Journées 1 Journées 2 Journées 3   | 22 août 2024   | 26-27 octobre 29-30 octobre 1er-2 novembre | 26-27 octobre 29-30 octobre 1er-2 novembre | 26-27 octobre 29-30 octobre 1er-2 novembre | 26-27 octobre 29-30 octobre 1er-2 novembre |
| Nom                                | Tirage au sort | Zone Ouest                                 | Zone Ouest                                 | Zone Est                                   | Zone Est                                   |
| Nom                                | Tirage au sort | Date aller                                 | Date retour                                | Date aller                                 | Date retour                                |
| Phase à élimination directe (2025) |                |                                            |                                            |                                            |                                            |
| Quarts de finale                   | Aucun          | 5 mars                                     | 12 mars                                    | 6 mars                                     | 13 mars                                    |
| Demi-finale                        | Aucun          | 9 avril                                    | 16 avril                                   | 10 avril                                   | 17 avril                                   |
| Finale                             | Aucun          | Samedi 10 mai 2025                         | Samedi 10 mai 2025                         | Samedi 10 mai 2025                         | Samedi 10 mai 2025                         |

## Tours préliminaires

### Premier tour
Ce tour concerne les équipes issue des associations classées au delà de la 19e place du classement AFC de la zone Ouest. Les vainqueurs de ce tour se qualifient pour la phase de groupes.
| Équipe 1           | Résultat          | Équipe 2          |
| Région de l'Ouest  | Région de l'Ouest | Région de l'Ouest |
| ------------------ | ----------------- | ----------------- |
| Abdish-Ata Kant    | 2 - 0             | Attack Energy     |
| Church Boys United | 1 - 2             | Paro FC           |

## Phase de groupes

### Format et tirage au sort
Le tirage au sort a lieu le 22 août 2024 au siège de l'AFC à Kuala Lumpur. Les dix-huit équipes (12 Région de l'Ouest et 6 Région de l'Est) participantes sont placées dans quatre et trois chapeaux au sein de leur région, sur la base des règles suivantes :
- les équipes repêchées des tours préliminaires de Ligue des champions 2 2024-2025 sont placé dans le premier chapeau.
- les chapeaux sont complétés dans l'ordre du classement des compétitions de clubs de l'AFC.
- les équipes issues des tours préliminaires, sont placé dans le chapeau 4.
- il faut noter que lors du tirage au sort, il est impossible pour deux équipes d'une même association de se rencontrer dans un groupe.

#### Pot du tirage au sort
| Chapeau 1        | Chapeau 2     | Chapeau 3            | Chapeau 4          |
| ---------------- | ------------- | -------------------- | ------------------ |
| East Bengal FC C | FK Arkadag Ch | Bashundhara Kings Ch | Hilal Al-Quds      |
| Al-Ahli Club C   | Nejmeh SC Ch  | Al-Seeb SC Ch        | Abdish-Ata Kant Ch |
| Al Arabi SC Ch   | Al Futuwa Ch  | Maziya SRC Ch        | Paro FC Ch         |

| Chapeau 1        | Chapeau 2              | Chapeau 3          |
| ---------------- | ---------------------- | ------------------ |
| Madura United FC | Preah Khan Reach FC Ch | Young Elephants Ch |
| Shan United Ch   | Taiwan Steel FC Ch     | SP Falcons Ch      |

### Critères de départage
Selon l'article 10.5 du règlement de la compétition, en cas d’égalité de points de plusieurs équipes à l'issue des matches de groupe, les critères suivants sont appliqués dans l'ordre indiqué pour établir leur classement :
1. plus grand nombre de points obtenus dans les matches de groupe disputés entre les équipes concernées ;
2. meilleure différence de buts dans les matches du groupe disputés entre les équipes concernées ;
3. plus grand nombre de buts marqués dans les matches du groupe disputés entre les équipes concernées ;
4. plus grand nombre de buts marqués à l’extérieur dans les matches du groupe disputés entre les équipes concernées ;
5. si, après l’application des critères 1 à 4, plusieurs équipes sont toujours à égalité, les critères 1 à 4 sont à nouveau appliqués exclusivement aux matches entre les équipes concernées afin de déterminer leur classement final. Si cette procédure ne donne pas de résultat, les critères 6 à 12 s’appliquent ;
6. meilleure différence de buts dans tous les matches du groupe ;
7. plus grand nombre de buts marqués dans tous les matches du groupe ;
8. tirs au but, si deux équipes seulement sont impliquées et qu'elles se sont rencontrés au dernier tour du groupe ;
9. plus faible total de points disciplinaires sur la base uniquement des cartons jaunes et des cartons rouges reçus durant tous les matches du groupe, (expulsion pour deux cartons jaunes au cours d'un match = 3 points) ;
10. meilleur classement de la fédération à laquelle appartient l'équipe.

### Classements et Résultats
| Légende des classements - Qualifié pour les quarts de finale - En ballotage de meilleur deuxième | 0 | Légende des résultats - Victoire à domicile - Match nul - Victoire à l'extérieur |

#### Région de l'Ouest

##### Groupe A
Les matchs se dérouleront au Stade Changlimithang de Thimphou au Bhoutan.
| Rang | Équipe            | Pts | J | G | N | P | Bp | Bc | Diff |  | Résultats (▼ dom., ► ext.) |     |     |     |     |
| ---- | ----------------- | --- | - | - | - | - | -- | -- | ---- |  | -------------------------- | --- | --- | --- | --- |
| 1    | East Bengal FC    | 7   | 3 | 2 | 1 | 0 | 9  | 4  | +5   |  | East Bengal FC             |     | 3-2 | 2-2 |     |
| 2    | Nejmeh SC         | 6   | 3 | 2 | 0 | 1 | 5  | 4  | +1   |  | Nejmeh SC                  |     |     |     | 1-0 |
| 3    | Paro FC           | 4   | 3 | 1 | 1 | 1 | 5  | 5  | 0    |  | Paro FC                    |     | 1-2 |     |     |
| 4    | Bashundhara Kings | 0   | 3 | 0 | 0 | 3 | 1  | 7  | -6   |  | Bashundhara Kings          | 0-4 |     | 1-2 |     |

##### Groupe B
Les matchs se dérouleront au Al Kuwait Sports Club Stadium de Koweït City au Koweït.
| Rang | Équipe          | Pts | J | G | N | P | Bp | Bc | Diff |  | Résultats (▼ dom., ► ext.) |     |     |     |     |
| ---- | --------------- | --- | - | - | - | - | -- | -- | ---- |  | -------------------------- | --- | --- | --- | --- |
| 1    | FK Arkadag      | 6   | 3 | 2 | 0 | 1 | 6  | 4  | +2   |  | FK Arkadag                 |     |     |     | 2-1 |
| 2    | Al Arabi SC     | 6   | 3 | 2 | 0 | 1 | 5  | 3  | +2   |  | Al Arabi SC                | 3-2 |     | 0-1 |     |
| 3    | Abdish-Ata Kant | 6   | 3 | 2 | 0 | 1 | 4  | 2  | +2   |  | Abdish-Ata Kant            | 0-2 |     |     |     |
| 4    | Maziya SRC      | 0   | 3 | 0 | 0 | 3 | 1  | 7  | -6   |  | Maziya SRC                 |     | 0-2 | 0-3 |     |

##### Groupe C
Les matchs se dérouleront au Al-Seeb Stadium de Mascate en Oman.
| Rang | Équipe        | Pts | J | G | N | P | Bp | Bc | Diff |  | Résultats (▼ dom., ► ext.) |     |     |     |     |
| ---- | ------------- | --- | - | - | - | - | -- | -- | ---- |  | -------------------------- | --- | --- | --- | --- |
| 1    | Al-Seeb SC    | 9   | 3 | 3 | 0 | 0 | 9  | 0  | +9   |  | Al-Seeb SC                 |     | 1-0 |     | 3-0 |
| 2    | Al-Ahli Club  | 2   | 3 | 0 | 2 | 1 | 1  | 2  | -1   |  | Al-Ahli Club               |     |     | 1-1 | 0-0 |
| 3    | Al Futuwa     | 2   | 3 | 0 | 2 | 1 | 1  | 6  | -5   |  | Al Futuwa                  | 0-5 |     |     |     |
| 4    | Hilal Al-Quds | 2   | 3 | 0 | 2 | 1 | 0  | 3  | -3   |  | Hilal Al-Quds              |     |     | 0-0 |     |

##### Classement du meilleur deuxième
Le meilleur deuxième des trois groupes de la région de l'Ouest est qualifié en quart de finale.
| Rang | Équipe       | Pts | J | G | N | P | Bp | Bc | Diff |
| ---- | ------------ | --- | - | - | - | - | -- | -- | ---- |
| 1    | Al Arabi SC  | 6   | 3 | 2 | 0 | 1 | 5  | 3  | +2   |
| 2    | Nejmeh SC    | 6   | 3 | 2 | 0 | 1 | 5  | 4  | +1   |
| 3    | Al-Ahli Club | 2   | 3 | 0 | 2 | 1 | 1  | 2  | -1   |

#### Région de l'Est

##### Groupe D
Les matchs se dérouleront au Stade Thuwunna de Rangoun en Birmanie.
| Rang | Équipe          | Pts | J | G | N | P | Bp | Bc | Diff |  | Résultats (▼ dom., ► ext.) |     |     |     |
| ---- | --------------- | --- | - | - | - | - | -- | -- | ---- |  | -------------------------- | --- | --- | --- |
| 1    | Shan United     | 4   | 2 | 1 | 1 | 0 | 4  | 2  | +2   |  | Shan United                |     | 2-2 |     |
| 2    | Taiwan Steel FC | 4   | 2 | 1 | 1 | 0 | 5  | 4  | +1   |  | Taiwan Steel FC            |     |     | 3-2 |
| 3    | Young Elephants | 0   | 2 | 0 | 0 | 2 | 2  | 5  | -3   |  | Young Elephants            | 0-2 |     |     |

##### Groupe E
Les matchs se dérouleront au MFF Football Centre d'Oulan-Bator en Mongolie.
| Rang | Équipe              | Pts | J | G | N | P | Bp | Bc | Diff |  | Résultats (▼ dom., ► ext.) |     |     |     |
| ---- | ------------------- | --- | - | - | - | - | -- | -- | ---- |  | -------------------------- | --- | --- | --- |
| 1    | Madura United FC    | 4   | 2 | 1 | 1 | 0 | 2  | 1  | +1   |  | Madura United FC           |     | 2-1 |     |
| 2    | Preah Khan Reach FC | 3   | 2 | 1 | 0 | 1 | 3  | 3  | 0    |  | Preah Khan Reach FC        |     |     | 2-1 |
| 3    | SP Falcons          | 1   | 2 | 0 | 1 | 1 | 1  | 2  | -1   |  | SP Falcons                 | 0-0 |     |     |

## Phase à élimination directe

### Quarts de finale
Les matchs aller se jouent les 5-6 mars et les match retour les 12-13 mars 2025.
| Équipe              | Aller             | Total             | Retour            | Équipe            |
| Région de l'Ouest   | Région de l'Ouest | Région de l'Ouest | Région de l'Ouest | Région de l'Ouest |
| ------------------- | ----------------- | ----------------- | ----------------- | ----------------- |
| Al Arabi SC         | 1 - 0             | 3 - 2             | 2 - 2 ap          | Al-Seeb SC        |
| East Bengal FC      | 0 - 1             | 1 - 3             | 1 - 2             | FK Arkadag        |
| Région de l'Est     |                   |                   |                   |                   |
| Preah Khan Reach FC | 6 - 2             | 7 - 4             | 1 - 2             | Shan United       |
| Taiwan Steel FC     | 0 - 0             | 0 - 3             | 0 - 3             | Madura United FC  |

### Demi-finales
Les matchs aller se jouent le 9-10 avril et les match retour les 16-17 avril 2025.
| Équipe              | Aller             | Total             | Retour            | Équipe            |
| Région de l'Ouest   | Région de l'Ouest | Région de l'Ouest | Région de l'Ouest | Région de l'Ouest |
| ------------------- | ----------------- | ----------------- | ----------------- | ----------------- |
| Al Arabi SC         | 2 - 0             | 2 - 3             | 0 - 3             | FK Arkadag        |
| Région de l'Est     |                   |                   |                   |                   |
| Preah Khan Reach FC | 3 - 0             | 6 - 3             | 3 - 3             | Madura United FC  |

### Finale
La finale se joue le 10 mai 2025.
| Équipe              | Score    | Équipe     |
| ------------------- | -------- | ---------- |
| Preah Khan Reach FC | 1 - 2 ap | FK Arkadag |

### Tableau final
|  | Quarts de finale    | Quarts de finale    | Quarts de finale   | Quarts de finale  |                     |                     | Demi-finales        | Demi-finales        | Demi-finales        | Demi-finales        |  |  | Finale                                                 | Finale                                                 | Finale                                                 | Finale                                                 |
|  |                     |                     |                    |                   |                     |                     |                     |                     |                     |                     |  |  |                                                        |                                                        |                                                        |                                                        |
|  | 6 et 13 mars 2025   | 6 et 13 mars 2025   | 6 et 13 mars 2025  | 6 et 13 mars 2025 |                     |                     | 10 et 17 avril 2025 | 10 et 17 avril 2025 | 10 et 17 avril 2025 | 10 et 17 avril 2025 |  |  | 10 mai 2025 - Stade national Morodok Techo, Phnom Penh | 10 mai 2025 - Stade national Morodok Techo, Phnom Penh | 10 mai 2025 - Stade national Morodok Techo, Phnom Penh | 10 mai 2025 - Stade national Morodok Techo, Phnom Penh |
|  | 6 et 13 mars 2025   | 6 et 13 mars 2025   | 6 et 13 mars 2025  | 6 et 13 mars 2025 |                     |                     | 10 et 17 avril 2025 | 10 et 17 avril 2025 | 10 et 17 avril 2025 | 10 et 17 avril 2025 |  |  | 10 mai 2025 - Stade national Morodok Techo, Phnom Penh | 10 mai 2025 - Stade national Morodok Techo, Phnom Penh | 10 mai 2025 - Stade national Morodok Techo, Phnom Penh | 10 mai 2025 - Stade national Morodok Techo, Phnom Penh |
|  | Preah Khan Reach FC | Preah Khan Reach FC | 6                  | 1                 |                     |                     | 10 et 17 avril 2025 | 10 et 17 avril 2025 | 10 et 17 avril 2025 | 10 et 17 avril 2025 |  |  | 10 mai 2025 - Stade national Morodok Techo, Phnom Penh | 10 mai 2025 - Stade national Morodok Techo, Phnom Penh | 10 mai 2025 - Stade national Morodok Techo, Phnom Penh | 10 mai 2025 - Stade national Morodok Techo, Phnom Penh |
|  | Preah Khan Reach FC | Preah Khan Reach FC | 6                  | 1                 |                     |                     | 10 et 17 avril 2025 | 10 et 17 avril 2025 | 10 et 17 avril 2025 | 10 et 17 avril 2025 |  |  | 10 mai 2025 - Stade national Morodok Techo, Phnom Penh | 10 mai 2025 - Stade national Morodok Techo, Phnom Penh | 10 mai 2025 - Stade national Morodok Techo, Phnom Penh | 10 mai 2025 - Stade national Morodok Techo, Phnom Penh |
|  | Shan United         | Shan United         | 2                  | 2                 |                     |                     | 10 et 17 avril 2025 | 10 et 17 avril 2025 | 10 et 17 avril 2025 | 10 et 17 avril 2025 |  |  | 10 mai 2025 - Stade national Morodok Techo, Phnom Penh | 10 mai 2025 - Stade national Morodok Techo, Phnom Penh | 10 mai 2025 - Stade national Morodok Techo, Phnom Penh | 10 mai 2025 - Stade national Morodok Techo, Phnom Penh |
|  | Shan United         | Shan United         | 2                  | 2                 | Preah Khan Reach FC | Preah Khan Reach FC | 3                   | 3                   |                     |                     |  |  | 10 mai 2025 - Stade national Morodok Techo, Phnom Penh | 10 mai 2025 - Stade national Morodok Techo, Phnom Penh | 10 mai 2025 - Stade national Morodok Techo, Phnom Penh | 10 mai 2025 - Stade national Morodok Techo, Phnom Penh |
|  | 6 et 13 mars 2025   |                     |                    |                   | Preah Khan Reach FC | Preah Khan Reach FC | 3                   | 3                   |                     |                     |  |  | 10 mai 2025 - Stade national Morodok Techo, Phnom Penh | 10 mai 2025 - Stade national Morodok Techo, Phnom Penh | 10 mai 2025 - Stade national Morodok Techo, Phnom Penh | 10 mai 2025 - Stade national Morodok Techo, Phnom Penh |
|  |                     |                     | Madura United FC   | Madura United FC  | 0                   | 3                   |                     |                     |                     |                     |  |  | 10 mai 2025 - Stade national Morodok Techo, Phnom Penh | 10 mai 2025 - Stade national Morodok Techo, Phnom Penh | 10 mai 2025 - Stade national Morodok Techo, Phnom Penh | 10 mai 2025 - Stade national Morodok Techo, Phnom Penh |
|  | Taiwan Steel FC     | Taiwan Steel FC     | Madura United FC   | Madura United FC  | 0                   | 3                   | 0                   | 0                   |                     |                     |  |  | 10 mai 2025 - Stade national Morodok Techo, Phnom Penh | 10 mai 2025 - Stade national Morodok Techo, Phnom Penh | 10 mai 2025 - Stade national Morodok Techo, Phnom Penh | 10 mai 2025 - Stade national Morodok Techo, Phnom Penh |
|  | Taiwan Steel FC     | Taiwan Steel FC     | 9 et 16 avril 2025 |                   |                     |                     | 0                   | 0                   |                     |                     |  |  | 10 mai 2025 - Stade national Morodok Techo, Phnom Penh | 10 mai 2025 - Stade national Morodok Techo, Phnom Penh | 10 mai 2025 - Stade national Morodok Techo, Phnom Penh | 10 mai 2025 - Stade national Morodok Techo, Phnom Penh |
|  | Madura United FC    | Madura United FC    | 0                  | 3                 |                     |                     |                     |                     |                     |                     |  |  | 10 mai 2025 - Stade national Morodok Techo, Phnom Penh | 10 mai 2025 - Stade national Morodok Techo, Phnom Penh | 10 mai 2025 - Stade national Morodok Techo, Phnom Penh | 10 mai 2025 - Stade national Morodok Techo, Phnom Penh |
|  | Madura United FC    | Madura United FC    | 0                  | 3                 | Preah Khan Reach FC | Preah Khan Reach FC | 1                   | 1                   |                     |                     |  |  |                                                        |                                                        |                                                        |                                                        |
|  | 5 et 12 mars 2025   |                     |                    |                   | Preah Khan Reach FC | Preah Khan Reach FC | 1                   | 1                   |                     |                     |  |  |                                                        |                                                        |                                                        |                                                        |
|  |                     |                     | FK Arkadag         | FK Arkadag        | 2 ap                | 2 ap                |                     |                     |                     |                     |  |  |                                                        |                                                        |                                                        |                                                        |
|  | Al Arabi SC         | Al Arabi SC         | FK Arkadag         | FK Arkadag        | 2 ap                | 2 ap                | 1                   | 2                   |                     |                     |  |  |                                                        |                                                        |                                                        |                                                        |
|  | Al Arabi SC         | Al Arabi SC         |                    |                   |                     |                     |                     |                     |                     |                     |  |  |                                                        |                                                        |                                                        |                                                        |
|  | Al-Seeb SC          | Al-Seeb SC          | 0                  | 2                 |                     |                     |                     |                     |                     |                     |  |  |                                                        |                                                        |                                                        |                                                        |
|  | Al-Seeb SC          | Al-Seeb SC          | 0                  | 2                 | Al Arabi SC         | Al Arabi SC         | 2                   | 0                   |                     |                     |  |  |                                                        |                                                        |                                                        |                                                        |
|  | 5 et 12 mars 2025   |                     |                    |                   | Al Arabi SC         | Al Arabi SC         | 2                   | 0                   |                     |                     |  |  |                                                        |                                                        |                                                        |                                                        |
|  |                     |                     | FK Arkadag         | FK Arkadag        | 0                   | 3                   |                     |                     |                     |                     |  |  |                                                        |                                                        |                                                        |                                                        |
|  | East Bengal FC      | East Bengal FC      | FK Arkadag         | FK Arkadag        | 0                   | 3                   | 0                   | 1                   |                     |                     |  |  |                                                        |                                                        |                                                        |                                                        |
|  | East Bengal FC      | East Bengal FC      |                    |                   |                     |                     |                     | 1                   |                     |                     |  |  |                                                        |                                                        |                                                        |                                                        |
|  | FK Arkadag          | FK Arkadag          | 1                  | 2                 |                     |                     |                     |                     |                     |                     |  |  |                                                        |                                                        |                                                        |                                                        |
|  | FK Arkadag          | FK Arkadag          | 1                  | 2                 |                     |                     |                     |                     |                     |                     |  |  |                                                        |                                                        |                                                        |                                                        |
|  |                     |                     |                    |                   |                     |                     |                     |                     |                     |                     |  |  |                                                        |                                                        |                                                        |                                                        |

## Nombre d'équipes par association et par tour
L'ordre des fédérations est établi suivant le Classement des compétitions de clubs de l'AFC.

### Région Ouest
| Association  |                  | Barrages             | +   | Phase de groupes    | Quarts de finale | Demi-finales  | Finale       |
| ------------ | ---------------- | -------------------- | --- | ------------------- | ---------------- | ------------- | ------------ |
| Inde         |                  |                      | +1  | 1 East Bengal FC    | 1 East Bengal FC |               |              |
| Bahreïn      |                  |                      | +1  | 1 Al-Ahli Club      |                  |               |              |
| Koweït       |                  |                      | +1  | 1 Al Arabi SC       | 1 Al Arabi SC    | 1 Al Arabi SC |              |
| Turkménistan |                  |                      | +1  | 1 FK Arkadag        | 1 FK Arkadag     | 1 FK Arkadag  | 1 FK Arkadag |
| Liban        |                  |                      | +1  | 1 Nejmeh SC         |                  |               |              |
| Syrie        |                  |                      | +1  | 1 Al Futuwa         |                  |               |              |
| Bangladesh   |                  |                      | +1  | 1 Bashundhara Kings |                  |               |              |
| Oman         |                  |                      | +1  | 1 Al-Seeb SC        | 1 Al-Seeb SC     |               |              |
| Maldives     |                  |                      | +1  | 1 Maziya SRC        |                  |               |              |
| Palestine    |                  |                      | +1  | 1 Hilal Al-Quds     |                  |               |              |
| Kirghizistan |                  | 1 Abdish-Ata Kant    |     | 1 Abdish-Ata Kant   |                  |               |              |
| Népal        | Drapeau du Népal | 1 Church Boys United |     |                     |                  |               |              |
| Bhoutan      |                  | 1 Paro FC            |     | 1 Paro FC           |                  |               |              |
| Afghanistan  |                  | 1 Attack Energy SC   |     |                     |                  |               |              |
| Total        | Total            | 4                    | +10 | 12                  | 4                | 2             | 1            |

### Zone Est
| Association    |       | Phase de groupes      | Quarts de finale      | Demi-finales          | Finale                |
| -------------- | ----- | --------------------- | --------------------- | --------------------- | --------------------- |
| Indonésie      |       | 1 Madura United FC    | 1 Madura United FC    | 1 Madura United FC    |                       |
| Myanmar        |       | 1 Shan United         | 1 Shan United         |                       |                       |
| Cambodge       |       | 1 Preah Khan Reach FC | 1 Preah Khan Reach FC | 1 Preah Khan Reach FC | 1 Preah Khan Reach FC |
| Taipei chinois |       | 1 Taiwan Steel FC     | 1 Taiwan Steel FC     |                       |                       |
| Laos           |       | 1 Young Elephants     |                       |                       |                       |
| Mongolie       |       | 1 SP Falcons          |                       |                       |                       |
| Total          | Total | 6                     | 4                     | 2                     | 1                     |